# Klášter Maillezais
Klášter Maillezais (fr. Abbaye de St Pierre at Maillezais) [majezé] býval benediktinský klášter v obci Maillezais ve francouzském departementu Vendée, asi 40 km severovýchodně od La Rochelle.
Klášter zasvěcený svatému Petrovi byl založen na ostrůvku uprostřed bažin kolem roku 989 opatem Gausbertem. Na fundaci se podílel také akvitánský vévoda Vilém IV. společně s chotí Emou a klášter se stal místem posledního odpočinku několika jeho nástupců. Benediktini celou oblast zkulturnili a roku 1317 se klášter stal sídlem biskupa. Během náboženských válek v 16. století klášter postupně chátral a roku 1666 začali mniši opatství opouštět.
V následujících letech sloužily klášterní budovy jako zdroj kamene pro okolní obyvatele a dnes se z působivé katedrály zachovaly pouze ruiny. Z klášterních budov zůstal refektář, dormitář a sklepy.

## Titulární biskupství
V Maillezais se nacházelo starobylé biskupství, které zaniklo za francouzské revoluce. Od roku 2009 je obnoveno jako titulární biskupství, poprvé obsazeno v roce 2017. Titulárním biskupem je Mons. Hérouard.